# Ян Ганський
Ян Га́нський (пол. Jan Hański, бл. 1750-х р. — рік см. невід.) — польський граф, підчаший овруцький (1769), київський і житомирський хорунжий, Кавалер Ордену Святого Станіслава (1785).
Родовий герб «Гоздава», за іншими даними «Корчак»
Отримав землі Пулина (сучасний Пулини) від Францішека Скорупко, батька Зофії, що раніше належали Любомирським. Зофія та Ян почали відбудовувати містечко Пулини, зводити костел, впорядковувати маєток. Після смерті Зофії села Пулинського і Верхівнянського ключа перейшли у володіння її сина Вацлава Ганського, який у 1811 році був обраний губернським маршалком. Вацлав заснував біля Пулин село Вацлавпіль (сучасне село Ясна Поляна) і заселив його старовірами, а свою резиденцію переніс з Пулин у Верхівню, де збудував палац і прикрасив його англійською садибою.
Граф Каєтан Потоцький, син Евстахія,1781 року продав Горностайполь та «ключ» Яну Ганському за 450 тис. злотих.